# Виргиния Эриксдоттер
Виргиния Эриксдоттер (швед. Virginia Eriksdotter; 1 января 1559—1633), — шведская дворянка. Она была признанной незаконнорожденной дочерью шведского короля Эрика XIV и его официальной королевской любовницы Агды Персдоттер.

## Биография
Виргиния родилась в Кальмарском замке во время пребывания её отца на посту губернатора Кальмара. В 1560 году её отец стал королём. Она и её сестра Констанция Эриксдоттер (1560—1649) были изъяты из-под опеки матери, когда та вышла замуж в 1561 году. Это было незаконно, так как по закону мать была единственной опекуншей до достижения детьми трёхлетнего возраста. Они были переданы в ведение принцессы Сесилии Шведской и (после её замужества в 1564 году) принцессе Елизавете Шведской или, точнее, главной фрейлины Анны Хогеншильд. В следующем году Катарина Монсдоттер стала их фрейлиной, а два года спустя — их мачехой.
В 1566 году Эрик XIV предложил ей выйти замуж за русского царевича Ивана Ивановича. Это было в то время, когда её отец заключил союз с Россией против Польши. По некоторым сообщениям, Виргиния была не в восторге, когда ей сообщили о планах по её будущему браку, и отказалась. Учитывая её возраст, то этот брак в любом случае не был бы заключён в течение ещё многих лет, в то время как её отец был свергнут спустя всего два года после этой инициативы.
К ней, несмотря на её возраст, а также к Катарине Монсдоттер обращалась за помощью Марта Лейхонхуфвуд, которая просила их склонить короля к помилованию её супруга и сыновей до убийств Стуре, поскольку сама Марта была помещена под домашний арест. Марта предложила Катарине использовать Виргинию в качестве посыльной, если это будет наиболее эффективным методом достижения успеха, но она также обратилась к Виргинии и лично. В 1568 году Эрик XIV был свергнут дядей Виргинии, Юханом III.
7 мая 1585 года её дядя, король Швеции Юхан III, пожаловал ей поместья в Вестергётланде, а в следующем году она сама решила выйти замуж за дворянина Хокана Кнутссона Ханда, правителя замка Кроноберг. В 1589 году будущий король Швеции Карл IX пожаловал ей новые поместья в своем герцогстве Сёдерманланд. За время замужества у неё родилось семеро детей.

## Дополнительные источники
- Gustaf Elgenstierna : Den introducerade svenska adelns ättartavlor. 1925-36
- Lars-Olof Larsson : Arvet efter Gustav Vasa
- Tegenborg Falkdalen, Karin, Vasadrottningen: en biografi över Katarina Stenbock 1535—1621, Historiska media, Lund, 2015